# Benigànim (ort)
Benigànim är en ort i Spanien.   Den ligger i provinsen Província de València och regionen Valencia, i den östra delen av landet, 300 km sydost om huvudstaden Madrid. Benigànim ligger 210 meter över havet och antalet invånare är 5 720.
Terrängen runt Benigànim är kuperad norrut, men söderut är den platt. Terrängen runt Benigànim sluttar västerut.Runt Benigànim är det ganska tätbefolkat, med 58 invånare per kvadratkilometer. Närmaste större samhälle är Xàtiva, 8,6 km nordväst om Benigànim. 